# بلدرچین تپه‌ای کاکلی
بلدرچین تپه‌ای کاکلی (نام علمی: Colinus cristatus) نام یک گونه از سرده بلدرچین‌های تپه‌ای است.